# Église Notre-Dame-de-l'Assomption de Féternes
Pour les articles homonymes, voir Notre-Dame-de-l'Assomption.
L'église Notre-Dame-de-l'Assomption de Féternes est un lieu de culte catholique construit au chef-lieu de la commune de Féternes, en Haute-Savoie. 

## Historique
Un premier édifice, placé sous le patronage de Notre-Dame-de-l'Assomption, est construit au XIIIe siècle à proximité du château de Féternes (1,5 km à l'ouest du centre) et dépendait de l'abbaye d'Abondance.
L'église actuelle, toujours dédiée à Notre-Dame-de-l'Assomption, est construite en 1855, et — en tant qu'église paroissiale — remplace l'édifice précédent qui prend le nom de chapelle de Châteauvieux.

## Protection
Une cloche en bronze, fondue en 1780 est classée à titre d'objet à l'inventaire des monuments historiques depuis le 27 août 1943.

Elle porte l'inscription suivante :

« A FULGURE et TEMPESTATE LIBERA NOS DOMINE PATRINUS EST TRES ILLUSTRE MESSIRE CHARLES F.COIS MARIE de REGARD, MARQUIS de LUCINGE, BARON de FETERNE, CAPITAINE DANS PIEMONT ROYAL CAVALERIE, MARRAINE TRES ILLUSTRE TOINETTE ANTELME de BOURGEOIS, MARQUISE de LUCINGE, BARONNE de FETERNE. JACOBUS ANTONIUS RUSTELLI de LOCARNO FUNDIT ANNO DOMINI 1780 »

## Lieu de culte catholique
Cette église est l'un des seize clochers de la paroisse Saint-André en Gavot-Léman.
Cette paroisse dépend du doyenné du Chablais au sein du diocèse d'Annecy.

## Pour approfondir